# Italie au Concours Eurovision de la chanson 2014
L'Italie a participé au Concours Eurovision de la chanson 2014 à Copenhague, au Danemark.

## Processus de sélection
L'Italie a annoncé sa participation au concours le 19 novembre 2013.
La chanteuse représentant l'Italie au Concours Eurovision de la chanson est Emma Marrone, annoncée le 21 janvier 2014.
Celle-ci fut annoncée de façon officieuse par de nombreux sites, en raison du fait qu'elle a sorti une réédition de son album Schiena le 11 octobre 2013 (l'album étant sorti le 9 avril de la même année), avec une chanson en plus. D'aucuns ont affirmé que la réédition de cet album a été planifiée en octobre afin que La mia città puisse être éligible pour l'Eurovision, la règle stipulant qu'une chanson ne doit pas être dévoilée dans son intégralité avant le 1er septembre précédant le concours.
Le 25 janvier 2014, eurovision.tv a confirmé la rumeur en annonçant qu'Emma chanterait La mia città à Copenhague.

## À l'Eurovision
L'Italie votera dans la deuxième demi-finale, le 8 mai 2014 et participera à la finale le 10 mai 2014.